# Hire and Fire
Hire and Fire (englisch: Heuern und Feuern) ist ein im deutschsprachigen Raum bekannter Begriff für eine flexible Personalpolitik, bei Bedarf (zum Beispiel in Zeiten eines Konjunkturaufschwungs oder wegen eines Großauftrags) Arbeitskräfte zusätzlich einzustellen und diese schnell wieder zu entlassen, wenn der Bedarf nachlässt bzw. endet (zum Beispiel bei einem Konjunkturabschwung oder wenn ein Großauftrag beendet ist und kein Anschlussauftrag vorliegt).
Zudem bezeichnet der Begriff auch schnelle Personalwechsel (ein neu eingestellter Mitarbeiter wird relativ schnell wieder entlassen, wenn Personalverantwortliche von seinen Leistungen und/oder seinem Verhalten nicht angetan sind) auf allen Ebenen des Betriebes.
Oft werden diejenigen von einem personalabbauenden Betrieb als erste entlassen, die als letzte eingestellt wurden. Teilweise sind Arbeitgeber zu diesem Vorgehen verpflichtet (in Deutschland auf Grund der Sozialauswahl).

## Deutschland
Ab 1994 öffnete ein neues Arbeitszeitgesetz (ArbZG) der Flexibilisierung der Arbeitszeit deutliche Spielräume.
Die Regierung Schröder I + II gilt als diejenige, die den Arbeitsmarkt flexibilisiert hat. Zum Beispiel erleichterte sie die atypische Beschäftigung – befristete Beschäftigung und Zeitarbeit.
Bundeskanzler Gerhard Schröder tat dies in dem erklärten Willen, gerade „Problemgruppen“ am Arbeitsmarkt (Alten, Jungen und Geringqualifizierten) helfen zu wollen. Zudem stärkte die Regierung aus SPD und Grünen die Eigenverantwortung der Arbeitslosen unter dem Motto „Fördern und Fordern“. Die (2002 reformierte) Bundesagentur für Arbeit (BA) verhängt ab 2011 über eine Million Sanktionen gegen Hartz-IV-Empfänger jährlich.
Viele sehen einen Trend in Richtung „Beschäftigung erster und zweiter Klasse“.